# Meknes
Meknes (arabsko مكناس, latinizirano: maknās, izgovorjeno [maknaːs]) je eno od štirih cesarskih mest Maroka, ki leži v severnem osrednjem Maroku in šesto največje mesto po številu prebivalcev v kraljestvu. Meknes, ki so ga v 11. stoletju ustanovili Almoravidi kot vojaško naselje, je postal glavno mesto Maroka med vladavino sultana Ismaila Ibn Šarifa (1672–1727), sina ustanovitelja rodbine Alavi. Sultan Ismail je ustvaril ogromen kompleks cesarske palače in mesto obdaril z obsežnimi utrdbami in monumentalnimi vrati. Po maroškem popisu leta 2014 je mesto zabeležilo 632.079 prebivalcev. Je sedež prefekture Meknès in pomembno gospodarsko središče v regiji Fès-Meknès.

## Etimologija
Meknes je dobil ime po plemenu Amazigh (Berberi), zgodovinsko znanem kot Miknasa (Imeknasen v jezikih Amazigh).

## Zgodovina

### Zgodnja zgodovina (8.–16. stoletje)
Volubilis, velika rimska naselbina v Maroku in eno njegovih zgodnjih urbanih središč, je blizu sedanjega mesta Meknes. Sedanje mesto in njegovo ime pa izvirata iz berberskega plemena Miknasa, ki je to regijo naselilo okoli 10. stoletja. Skupina majhnih neutrjenih vasi Miknasa, znanih kot miknāsat al-zajtūn, je bila tukaj ustanovljena v 10. stoletju. Almoravidi so po osvojitvi tega območja v 11. stoletju ustanovili trdnjavo ali utrjeno naselbino južno od teh vasi. Ta almoravidska naselbina, ki se je prvotno imenovala Tagrart ali Taqrart, je tvorila začetke današnje stare medine Meknesa. Mošeja Nedžarine, ki je pogosto znana kot najstarejša mošeja v mestu, izvira iz obdobja Almoravidov in je morda služila kot osrednja mošeja Almoravidov. Mošejo, ki je postala današnja Velika mošeja Meknesa, naj bi prvi zgradili Almoravidi v 12. stoletju.
Trdnjava se je uprla vojaškemu napredovanju Almohadov, ki so uničili mesto po dolgem obleganju v 12. stoletju. Vendar pa je na začetku 13. stoletja almohadski kalif Mohamed al-Nasir (vladal 1199–1213) ponovno zgradil mesto in njegove utrdbe, pa tudi veliko mošejo. Mesto je v tem obdobju uživalo relativno blaginjo, preden ga je leta 1244 ponovno osvojila nova rodbina Marinidi. Prvo kazbo (citadelo ali guvernerjevo okrožje) Meknesa je pozneje ustanovil sultan Abu Jusuf Jakub ibn Abd al-Hak leta 1276 n. št. – istega leta, ko je bila zgrajena citadela Fes el-Dždid v bližnjem Fesu, novi prestolnici. V tem obdobju je bil Meknes pogosto rezidenca marinidskih knezov (pogosto imenovanih za guvernerje) in zlasti vezirjev.:55 Mošeja Kazba (poznejša mošeja Lala Aouda) je bila prav tako ustanovljena in prvič zgrajena leta 1276. Marinidi so v 14. stoletju izvedli tudi velike rekonstrukcije Velike mošeje in blizu nje zgradili glavne medrese v mestu. Slednja je vključevala medreso Bou Inania (zgrajeno leta 1336) in dve drugi medresi, medreso Al-Kadi in medreso Šuhud, ki ju je vse zgradil sultan Abu el-Hasan.
Po koncu marinidskega in vatasidskega obdobja pa je bil Meknes zanemarjen, saj je nova saadijska rodbina (16. in zgodnje 17. stoletje) osredotočila svojo pozornost na svojo prestolnico Marakeš in zanemarila stara severna mesta Maroka.

### Vladavina Mulaj Ismaila (17.–18. stoletje)
Šele rodbina Alavi je v drugi polovici 17. stoletja v Meknesu ponovno pritegnila pozornost. Pod Mulaj Rašidom (vladal 1666–1672), prvim alavijskim sultanom, ki je pod svojo vladavino združil Maroko, je Fes znova postal prestolnica in njegov brat Mulaj Ismail ibn Šarif je vladal Meknesu. Po Rašidovi smrti leta 1672 je Mulaj Ismail postal sultan in za svojo novo prestolnico izbral Meknes. Poleg njegove morebitne navezanosti na mesto kot guvernerja so lahko številni razlogi bili naklonjeni tej izbiri. Eden je morda dejstvo, da se je Ismail moral trdo boriti, da bi ponovno osvojil tako Fes kot Marakeš od svojega tekmeca nečaka (Ahmad al-Mahriz, sina Mulaja Rašida) v prvih letih svoje vladavine, zaradi česar je bil morda skeptičen do obeh mest. Poleg tega je Mulaj Rašid zasedel velik del Fesa s svojimi kontingenti iz Tafilalta in vzhodnega Maroka, medtem ko je Mulaj Ismail oblikoval svojo osebno kraljevo gardo, sestavljeno iz temnopoltih sužnjev (abid) iz podsaharske Afrike, in morda so obstajali pomisleki, da vseh teh kontingentov ni mogoče sočasno garniziral v Fesu. Ulema (verski učenjaki) v Fesu prav tako ni odobravala njegovih načinov, vključno z uporabo sužnjev (mnogi med njimi so bili muslimanskega porekla), in so vzdrževali napete odnose z njim ves čas njegove vladavine. Izbira Meknesa ga je tako odstranila izpod vpliva tradicionalnih elit in mu omogočila zgraditi novo bazo, iz katere je upal, da bo izvajal absolutno oblast. Grožnja osmanskih napadov z vzhoda (iz Alžirije) in naraščajoča negotovost v osrednjem Maroku zaradi preseljevanja plemen iz regij Atlasa in Sahare sta Ismaila morda tudi prepričala, da je Meknes, ki leži bolj zahodno, bolj obramben kot Fes.
Ne glede na razloge je Ismail Meknes v svojem času naredil za središče Maroka in se lotil gradnje novega monumentalnega mesta-palače na južni strani starega mesta. Njegova gradnja se je nadaljevala vseh 55 let njegove vladavine, začela pa se je takoj po njegovem pristopu na prestol leta 1672. Obstoječe stavbe iz zgodnejše srednjeveške kazbe mesta so bile porušene, da bi naredili prostor; ime današnjega velikega javnega trga pred Kazbo, el-Hedim (ali Place el-Hedim), pomeni 'ruševine' in izvira iz množice ruševin in odpadkov, ki so bili tukaj nabrani med rušenjem. Delo so opravljali plačani delavci, pa tudi kontingenti sužnjev, zlasti krščanski vojni ujetniki.] Ocene o skupnem številu vpletenih delavcev segajo od 25.000 do 55.000. Kljub temu so pogosto pripovedovane zgodbe o več deset tisočih krščanskih sužnjev, uporabljenih za delo in velikih podzemnih ječah, kjer so jih zadrževali, nekoliko pretirane in izvirajo iz pripovedi evropskih veleposlanikov, ki so obiskali Ismailov dvor (pogosto za pogajanja o izpustitvi ujetnikov iz njihovih držav). V resnici je bilo število krščanskih sužnjev verjetno bližje največ nekaj tisoč in komore, popularno imenovane 'zapori', so bile dejansko skladišča za žito in zaloge.
V času vladavine Mulaja Ismaila so judovske prebivalce mesta preselili v novo Melah ali judovsko okrožje na zahodu, blizu Kazbe, podobno kot Melah v Fesu ali Marakešu. Melah je bila med staro medino, zahodno od Place el-Hedim in bolj oddaljeno četrtjo Madinat al-Rijad al-Anbari. Tako Melah kot Madinat ar-Rijad sta bila del urbane razširitve, ki jo je ukazal Ismail v zahodnem kotu med starim mestom in Kazbo. Mulaj Ismail se je tudi lotil del po starem mestu. Ponovno je utrdil obzidje in zgradil nova monumentalna mestna vrata, kot so Bab Berda'in in Bab Kemis. Zgradil je tudi več drugih kazb ali garnizijskih utrdb po vsem mestu, da bi nastanil svoje enote abid in pomagal zaščititi (in nadzorovati) preostali del mesta, kot sta Kazba Hadraš in Kazba Tizimi. Izvedel je prenovo Velike mošeje in bližnje medrese al-Kadi (ki jo posveča študentom iz Tafilalt) in ustanovil mošejo Zitouna. Knata bent Bakar, ena od njegovih žena, ki je bila vezir (minister) pod njim (in je za kratek čas postala de facto vladar Maroka leta 1728 po njegovi smrti), je bila odgovorna za ustanovitev mošeje Bab Berdain, dokončane leta 1709.
Ena zadnjih gradenj pred njegovo smrtjo, izvedena med letoma 1721 in 1725, je bila Heri al-Mansur, palača na skrajnem južnem robu kazbe, ki je vključevala ogromne hleve. Monumentalna vrata, znana kot Bab Mansur al-'Alj, ki gledajo na Place al-Hedim, je šele leta 1732 dokončal njegov sin Mulaj Abdalah. Njegov sin in kratek naslednik, Mulaj Ahmad ad-Dhahabi, je med njegovima dvema kratkima vladavinama (v letih 1727–28 in 1728–29) izvedel spremembe na očetovem mavzoleju in je bil leta 1729 tu tudi sam pokopan.

### Kasneje alavitsko obdobje (18.–20. stoletje)
Po smrti Mulaja Ismaila so se politične razmere v Maroku sprevrgle v relativno anarhijo, ko so se njegovi sinovi potegovali za oblast. Meknes je izgubil status prestolnice in utrpel škodo v potresu leta 1755. Mesto je bilo zanemarjeno in številni deli ogromne cesarske kazbe so propadli. Mesto je bilo v naslednjih stoletjih le občasno deležno kraljeve pozornosti. Sultan Mohamed ibn Abdalah, ki je vladal med letoma 1757 in 1790, je v mestu zgradil številne projekte. Dodal je palačo Dar al-Bajda v vrtu Agdal jugovzhodno od glavnega kompleksa palače, ki je bila kasneje spremenjena v kraljevo vojaško akademijo. Zgradil je mošejo Er-Roua v južnem delu kazbe Mulaj Ismail, ki je postala največja mošeja v Meknesu. Prav tako je prenovil in dodal kubo nad grobnico Sidi Mohameda ben Aisa (tik izven mestnega obzidja) in zgradil sedanja minareta Velike mošeje in Nedžarine. Mošeja v starem mestnem jedru. Dar al-Kebira pa je bila zapuščena in postopoma preoblikovana v stanovanjsko sosesko, kjer so prebivalci zgradili svoje hiše znotraj in med nekdanjimi strukturami palače Ismailovega časa. V zgodnjem 19. stoletju je sultan Mulaj Abd ar-Rahman dodal ložo pred Bab al-Mansurjem, ki je služila kot zbirališče za obrede in guvernerjevo sodišče, čeprav je bila ta struktura pozneje odstranjena.

### Najnovejša zgodovina (20.–21. stoletje)
Po vzpostavitvi francoske kolonialne vladavine v Maroku leta 1912 je francoska uprava ustvarila novo mesto (Ville Nouvelle) na bližnji planoti čez dolino na severovzhodni strani starega mesta. Glavno mesto Maroka je bilo premaknjeno iz Fesa v Rabat, kar je dodatno marginaliziralo mesta, kot je Meknes (ki je blizu Fesa). Nekatere tradicionalne muslimanske oblasti in uradniki so bili obdržani, vendar je bil Meknes reorganiziran pod novim francoskim občinskim in vojaškim režimom. To je vodilo tudi do večjega vpliva mest na okoliško podeželje in naraščajoče urbanizacije. Mesto je postalo prometno središče za ljudi in blago, ki so potovali z vzhoda na zahod ali s severa na jug po vsej državi, poleg tega pa je gostilo obsežne vojašnice. Prebivalstvo Meknesa je naraslo s 25.000 na začetku stoletja na več kot 140.000 do sredine 20. stoletja. Nekatere ceste v starem mestu so razširili, da bi omogočili večji promet, vendar se je večina novega razvoja zgodila v Ville Nouvelle. Nova francoska oblast se je zanimala za ohranjanje zgodovinskih spomenikov v starem mestu; medrese so bile na primer obnovljene leta 1922. V tem obdobju je Meknes postal tudi središče kmetijstva in vinogradništva, ki so ga vodili predvsem francoski kolonisti, ki so si prisvojili velike količine bližnje zemlje.
Kljub temu je Meknes, tako kot druga mesta, gostil tudi odpor proti francoski oblasti. Leta 1937 je izbruhnil posebej resen in nasilen upor po poskusih preusmeritve lokalne reke v korist francoskih naseljencev v času pomanjkanja hrane za domorodno maroško prebivalstvo. V mestu je prišlo do nasilnega zatiranja protestov, kar je povzročilo 13 mrtvih in več ranjenih.:63 Po osamosvojitvi Maroka leta 1956 so se spremembe, ki so se začele ali pospešile pod francosko oblastjo, nadaljevale. Obsežne ruralne migracije so povečale prebivalstvo mesta in okrepile proces urbanizacije (kot drugod po državi). Industrija se je razvila po obrobju mesta, hkrati pa so se stare elite in meščanske družine odselile v obalna mesta, kot sta Casablanca in Rabat.
Te spremembe so prispevale tudi k relativni zanemarjenosti starega mesta. V skladu s poročilom ICOMOS Heritage at Risk iz leta 2000 zgodovinsko mesto Meknes vsebuje nezadostne drenažne sisteme in posledično trpi zaradi poplav in puščanja na nekaterih območjih. Kljub temu so bila v zadnjih letih opravljena nekatera prizadevanja za ohranjanje in restavriranje, deloma na podlagi prihodkov od turizma. Od leta 2023 so bili načrtovani ali v teku številni veliki obnovitveni projekti, ki jih vodi ADER-Fès (Agence pour la Dédensification et la Réhabilitation de la Médina de Fès), kvazivladna agencija s sedežem v Fesu. Projekti vključujejo predlagane obnove zgodovinskega mestnega obzidja, Heri es-Svani in medrese Bou Inania, skupaj z drugimi izboljšavami parkirne in turistične infrastrukture.

## Geografija
Meknes leži na strateški lokaciji v osrčju Maroka. Na njegovem jugu in jugovzhodu so bogati cedrov gozdovi in gore Srednjega Atlasa z mestoma Ifrane in Azrou; bolj proti jugu pa so bogate oaze Tafilalta. Na zahodu sta dve največji metropolitanski območji Maroka: Casablanca in Rabat. Na severu je gorat sever Maroka z mestoma Tanger in Tétouan. Oujda in Fes ležita vzhodno od Meknesa.
Meknes je sedež prefekture Meknès, ki jo sestavlja 6 občin (vključno z mestom Meknes) in 15 podeželskih občin.

### Podnebje
Meknes ima vroče poletno sredozemsko podnebje (Köppnova podnebna klasifikacija Csa) s celinskimi vplivi. Podnebje je podobno nekaterim celinskim mestom na jugu Portugalske (kot sta Beja ali Évora) in nekaterim območjem južne Španije. Temperature se spreminjajo od hladnih pozimi do vročih dni v poletnih mesecih od junija do septembra. Popoldanske temperature večinoma dni narastejo za 10–14 °C nad najnižjo. Najvišje zimske temperature običajno dosežejo le 15,5 °C decembra–januarja, medtem ko so nočne temperature v povprečju 5 °C. Sneg je redek.

## Gospodarstvo
Meknes je gospodarsko središče v Maroku z različnimi izdelki iz treh sektorjev (kmetijstvo, industrija in storitve), zaradi česar je mesto ekonomsko konkurenčno in privlačno za naložbe. Poročilo Svetovne banke iz decembra 2015 je Meknes uvrstilo med tri najbolj konkurenčna mesta v Afriki. Dve od teh treh konkurenčnih afriških mest sta maroški: Meknes in Tanger.
Meknes velja za prestolnico kmetijstva v Maroku. Ravnina Saïss je ena najbolj rodovitnih in bogatih ravnic v Maroku in Meknes je središče te ravnine.
Meknes ima vsako leto mednarodni kmetijski sejem v Maroku (francosko Salon International de l'Agriculture au Maroc) od aprila 2006. Ta kmetijski sejem ima površino več kot 250.000 kvadratnih metrov, sodeluje več kot 60 držav in več kot 1200 razstavljavcev.
Zemljišča okoli območja Meknesa so znana kot rodovitna in produktivna. Visoka nadmorska višina, rodovitnost in sveža voda teh dežel dajejo prednost gojenju sadja in zelenjave, predvsem: breskev, nektarin, suhih sliv, jabolk, krompirja, čebule in česna. Meknes je znan tudi po olivah in olivnem olju. Razširjena je živinoreja, zlasti ovce in govedo. Meknes ima velike industrijske enote za proizvodnjo mleka in mlečnih izdelkov, ki izpolnjujejo večino potreb regije.
Industrija v Meknesu je lahkega tipa, večina je povezana s predelavo hrane, zlasti v občini Medžat, ter kemično in parakemično industrijo v drugih industrijskih conah, kot je industrijska in agroposlovna cona Agropolis. K temu dodajte tekstilno in kovinsko proizvodnjo, ki sta stari industriji v mestu. Leto 2016 zaznamuje novo obdobje industrije v mestu Meknes; vključuje električno žico, vgrajene sisteme in podjetja za proizvodnjo avtomobilskih delov.

## Zgodovinski spomeniki in znamenitosti
Glavni zgodovinski spomeniki mesta so skoncentrirani v medini (staro mesto) in veliki nekdanji kazbi Mulaj Ismail na jugu. Najznamenitejši spomeniki so navedeni spodaj.

### Kraj el-Hedim
Trg el-Hedim (Place el-Hedim), ki ga pogosto primerjajo s trgom Džema el-Fna v Marakešu, je velik trg na južnem koncu starega mesta, pred glavnimi vrati nekdanjega kompleksa kraljeve palače Mulaja Ismaila. Ime trga, el-Hedim, pomeni 'ruševine/ostanki' in se nanaša na rušenja, ki jih je Mulaj Ismail izvedel tukaj med gradnjo svojih palač. Ta odprti prostor je pustil kot javni trg, da bi svojo palačo ločil od preostalega mesta. Od takrat je trg postal središče različnih dejavnosti, vključno z večernimi zabavljači, kot so pripovedovalci zgodb, akrobati in glasbeniki.

### Mošeje in medrese
- Velika mošeja Meknesa: najpomembnejša mošeja v starem mestu in ena najstarejših, ki pokriva približno 3500 kvadratnih metrov in so jo v 12. stoletju ustanovili Almoravidi, čeprav je bila od takrat večkrat prenovljena.
- Medresa Bou Inania: najbolj znano medreso v mestu (šolo za višje izobraževanje v islamskih znanostih) je ustanovil marinidski sultan Abu al-Hasan v letih 1335-36, zdaj pa se imenuje po njegovem sinu Abu Inanu (ki jo je morda pozneje obnovil). Danes je odprta za turiste in je ena najbolj bogato okrašenih stavb v mestu.
- Mošeja Nedžarine: ta mošeja, ki pogosto velja za najstarejšo v mestu, prav tako izvira iz obdobja Almoravidov, čeprav je bila večkrat spremenjena.
- Mošeja Lala Aouda: glavna mošeja nekdanje mestne kazbe in palač Mulaja Ismaila, ki je bila prvič ustanovljena v dobi Marinidova, a jo je Mulaj Ismail med letoma 1672 in 1678 v celoti obnovil. Njen izrazit minaret je viden s sosednjega trga Place Lalla Aouda (Trg Lalla Avda).
- Mošeja Bab Berdain: mošeja, ki stoji v bližini severnih vrat medine (Bab Berdain), je bila dokončana leta 1709 na ukaz prve maroške ministrice Khnata bent Bakkar. Mošeja je bila leta 2010 prizorišče tragedije, ko se je zrušil njen zgodovinski minaret, pri čemer je umrlo 41 ljudi. Mošeja je bila od takrat popravljena in njen minaret ponovno zgrajen.[36][37]
- Mošeja Ar-Roua: največja mošeja v Meknesu, ki jo je zgradil sultan Mohamed ibn Abdalah med letoma 1757 in 1790. Stoji v bližini palače Heri al-Mansur v južnem delu kazbe Mulaj Ismail.
- Mošeja Zitouna: velika mošeja, ki jo je okoli leta 1687 ustanovil sultan Mulaj Ismail.
- Zavija Sidi Mohamed Ben Aisa: znan tudi kot mavzolej šejka al-Kamela.[38] Pomemben mavzolej in verski kompleks (zavija) tik izven mestnega obzidja na severozahodu, prvotno iz poznega 18. stoletja, a pozneje obnovljen. Tu je pokopan Mohamed ben 'Aisa, ustanovitelj Aisavija, velike sufijske bratovščine v Maroku. Velja za zaščitnika Meknesa in njegov letni mousem (festival) je eden najbolj intenzivnih in je bil v zgodovini znan po prikazovanju samopohabljanja.[39]
- Zavija Sidi Kadur el-Alami: bogato okrašena mošeja in verski kompleks v čast grobu Sidi Kadour el-Alamija, slavnega maroškega pesnika, ki je umrl leta 1850.

- Pogled na dvorišče (sahn) Velike mošeje v Meknesu
- Medresa Bou Inania
- Mošeja Nedžarine
- Minaret mošeje Lala Aouda
- Mošeja Bab Berda'in (na sliki po letu 2010)
- Zavija od Sidi Mohamed Ben Aissa
- Zavija iz Sidi Kadour el-Alami (pogled na minaret in zunanjo steno)

### Utrdbe in vrata
- Bab Mansur al-'Alj: najbolj znana mestna vrata (znana tudi kot Bab Mansour ali Bab el-Mansur), ta vrata gledajo na južni konec Place el-Hedim in so služila kot svečani veliki vhod v kazbo Mulaja Ismaila. Graditi so se začela v poznejših letih vladavine Mulaja Ismaila in leta 1732 jih je končal njegov sin Mulaj Abdalah. Ime so dobila po arhitektu in oblikovalcu vrat, Mansourju al-'Alju ("Zmagoviti odpadnik"), nekdanjem krščanskem sužnju, ki se je spreobrnil v islam.[40] Znana so po svoji velikosti in bogatem okrasju, ki ga sestavljajo motivi dardž-va-ktaf, vklesani v opeko, napolnjeni s pisanim zellijem (mozaičnimi ploščicami), na vrhu pa je dolg in dodelan arabski napis, naslikan na ploščici.
- Bab DŽama' an-Nouar: Druga okrašena vrata, ki se nahajajo poleg Bab Mansurja; v nekaterih virih imenovana tudi Bab al-Nuwwar.[41]
- Bab ad-Dar al-Kebira: Monumentalna vhodna vrata v palačo Dar al-Kebira iz let 1679–80.
- Bab el-Kemis: Monumentalna zahodna vrata mesta, blizu nekdanjega Mllaha, iz leta 1687 pod vladavino Mulaj Ismaila in bogato okrašena z motivi in zelliji, podobnimi Bab al-Mansurju.[42]:55
- Bab al-Bardain: Monumentalna severna vrata mesta, ki jih je prav tako zgradil Mulaj Ismail in so bogato okrašena.
- Bordž Belkari: bastijonski stolp, zgrajen v 17. stoletju kot del obrambnega obzidja kazbe sultana Mulaja Ismaila v Meknesu v Maroku.] Od leta 2003 ima lončarski muzej.[43][44]

- Bab Mansur al-'Alj
- Bab Jama' an-Nouar
- Bab ad-Dar al-Kebira
- Bab el-Kemis
- Bab Berdain
- Bordž Belkari

### Cesarske palače Mulaja Ismaila
Kompleks palače ali cesarsko mesto sultana Mulaj Ismaila je bil zgrajen med njegovo celotno 55-letno vladavino od 1672 do 1727 (z nekaterimi elementi, ki so bili dokončani ali preoblikovani kmalu zatem). Zaseda mesto nekdanje mestne srednjeveške kazbe (citadele) in se razteza na približno štirikrat večjem območju od starega mesta. Sestavljalo ga je več avtonomnih palač skupaj z ogromnimi vrtovi, verskimi stavbami in drugimi dobrinami. Kompleks je bil znan tudi po svoji impresivni infrastrukturi, ki je vključevala sistem oskrbe z vodo s hidravličnim sistemom vodnjakov, norij (mehanizmom za črpanje vode, ki ga poganja kolo), kanalov in podzemnih cevi, ki so vodo dovajale v številne stavbe kraljevega mesta. Vseboval je tudi številne monumentalne kašče in podzemna skladišča, v katerih so bile nakopičene zaloge, ki naj bi mesto vzdrževale desetletno obleganje. Spodaj je seznam nekaterih njegovih glavnih območij in spomenikov.
- Place Lalla Aouda: ogromen odprt trg, ki stoji za (jugovzhodno od) Bab al-Mansurja, ki je služil kot nekdanji mečuar palače. Stoji pred nekdanjo palačo Dar al-Kebira in omogoča dostop do mošeje Lala Aouda.
- Dar el-Kebira: najstarejša palača v kazbi, dokončana leta 1679 in sama sestavljena iz več palač. Njeno ime pomeni 'velika hiša'. Bila je zasebna rezidenca sultana in njegove družine, neposredno povezana z mošejo Lala Aouda in poznejšim kraljevim mavzolejem. Palača je propadla po smrti Mulaja Ismaila (in po lizbonskem potresu leta 1755) in je od takrat postala stanovanjska soseska, kjer so navadni ljudje zgradili svoje hiše sredi ostankov masivnih zidov Ismailove palače, ki so še vedno vidni na različnih mestih.
- Mavzolej Mulaja Ismaila: kraljevi mavzolej in pogrebni kompleks Mulaja Ismaila in nekaterih njegovih družinskih članov in naslednikov. Zgrajen je bil pod njegovo vladavino, vendar ga je med letoma 1727 in 1729 močno spremenil Ahmad ad-Dhahabi. V pogrebni kompleks so prvotno vstopili iz dar al-Kebira na severu, danes pa se vanj vstopa skozi vrata iz 20. stoletja na jugu. Še danes velja za verski kraj, odprt pa je tudi za turiste. Sestavljen je iz razmeroma strogih dvorišč, ki vodijo do bogato okrašene notranje dvorane na terasi, ki omogoča dostop do sultanove grobnice.
- Kubat al-Kajatin in zapor Kara: Kubat al-Kajatin je samostojna dvorana za občinstvo ali prestolna soba, kjer je Mulaj Ismail nekoč sprejemal tuje veleposlanike. Pod zemljo, tik ob njej, je velik podzemni obokan prostor, znan kot zapor Kara ali Habs Kara. Čeprav ga pogosto opisujejo kot zapor za krščanske sužnje, se znanstveniki strinjajo, da je bil v resnici skladišče in kašča, ena od mnogih takšnih struktur po celem kraljevem mestu.
- Dar al-Makzen: To ogromno ograjeno ograjeno območje, veliko večje in bolj racionalno organizirano kot Dar el-Kebira, je v času Mulaja Ismaila vsebovalo obsežne vrtove in še dve glavni palači, od katerih so bile nekatere obnovljene ali prilagojene za trenutno uporabo kot ena od kraljevih rezidenc maroškega kralja. Ograjen prostor, splošno znan kot Dar al-Makzen (ne smemo ga zamenjevati z istoimenskimi kraljevimi palačami v Fesu in drugod), je bil razdeljen na dva dela. Zahodni del so večinoma zasedali vrtovi Bahravija, vseboval pa je tudi dolgo ozko palačo na severnem robu, znano kot Dar al-Madrasa ("Hiša šole"), najverjetneje še eno zasebno sultanovo palačo. Vzhodni del, v katerega se še vedno vstopa skozi okrašena kraljeva vrata na njegovem vzhodnem obodu (severno od Heri es-Svanija), je večinoma zasedal Kasr al-Muhanaša ("Palača labirinta"). Ta palača je bila sestavljena iz približno osmih velikih dvorišč ali vrtov in je delovala kot sprejemna palača in upravna palača.
- Heri as-Svani in Sahrij (kotlina Agdal): Sahrij ali Agdalska kotlina je ogromna vodna kotlina ali umetno jezero južno od Dar al-Makzen, ki je bilo prvotno del vodovodnega sistema kraljevega mesta. Meri 148,75 × 319 metrov in je v povprečju globok 1,2 metra. Poleg njega, na njeni vzhodni strani, je ogromna struktura, sestavljena iz dveh delov: "Hiša desetih norij" ali Dar al-Ma ("Hiša vode") in Heri as-Svani (imenovana tudi Heri es-Souani). Prva od njih je monumentalna stavba obokanih prehodov in kupolastih komor, ki je vsebovala številne hidravlične mehanizme (norije) na kolesni pogon, ki so črpali vodo iz freatske mize pod zemljo na površje, nato pa je bila dostavljena v Sahrij ali prerazporejena v mesto. Drugi del, Heri as-Svani, je pritrjen na južno stran te stavbe in je sestavljen iz 22 vrst monumentalnih lokov, ki so nekoč držali obokano streho (ki se je medtem zrušila). Čeprav so jo pogosto napačno identificirali kot "kraljeve konjušnice" v palači, je bila ta stavba znova velika kašča in skladišče. Žito so v stavbo prvotno dostavljale mule, ki so se povzpele na strešno teraso in zrnje spustile neposredno v luknje, preluknjane nad vsako obokano komoro.[45]
- Heri al-Mansur: Ena zadnjih stavb v času vladavine Mulaja Ismaila, zgrajena med letoma 1721 in 1725, njeno ime pomeni "Kašča/silos zmage", znana pa je bila tudi kot Dar al-Mansur ali Qasr al-Mansur[46] ("Palača zmage"). Stoji na skrajnem južnem obodu Kazbe in je sestavljen iz masivne stavbe, za katero se zdi, da je služila kot palača, trdnjava in skladišče. V kleti so bile shrambe, v zgornjem nadstropju pa so bile sprejemne sobe za palačo s pogledom na okolico. Ob njem so bili kraljevi hlevi Mulaj Ismail (ki jih danes pogosto napačno identificirajo s Heri as-Svani), ki so sloveli kot ena najbolj impresivnih značilnosti mesta palače. Sestavljen je bil iz konjskih boksov, zaščitenih pod dvema vzporednima arkadama (vrsti lokov), ki sta se raztezali 1200 metrov na obeh straneh vodnega kanala, ki je zagotavljal vodo za konje. Na žalost hlevi niso ohranjeni in je danes od njih zelo malo ohranjenih.

- Place Lalla Aouda
- Obokan prehod v ruševinah palače v soseski Dar el-Kebira
- Kompleks mavzoleja Mulaj Ismaila
- Qubbat al-Khayyatin
- "Zapor" Qara
- Bogato okrašena vrata Dar al-Makzen v Meknesu
- Kotlina Sahrij ali Agdal
- Oboki silosov Heri as-Svani

### Muzeji
- Muzej Dar Džamaï: Najbolj znan muzej v Meknesu, ki hrani številne artefakte in umetniške predmete iz mesta in drugih regij v Maroku. Je v palači iz poznega 19. stoletja z vrtovi in okrašenimi sobanami, ki jo je leta 1882 zgradil Mokhtar ben Larbi Džamai, ki je služil kot veliki vezir pod sultanom Mulajem Hasanom (vladal 1873–1894).[47] Njegova družina je zgradila tudi palačo Džamai v Fesu.
- Musée de Meknès (Muzej Meknes): majhen muzej v stavbi severovzhodno od Bab al-Mansurja, ki razstavlja artefakte iz vsega Maroka.
- Ruševine rimskega mesta Volubilis (Oualili), še enega območja Unescove svetovne dediščine, so približno pol ure severno,

- Vhod v muzej Meknes
- Soba v muzeju Dar Jamai
- Ostanki rimskega Volubilisa